# Lista de prefeitos de Pau dos Ferros

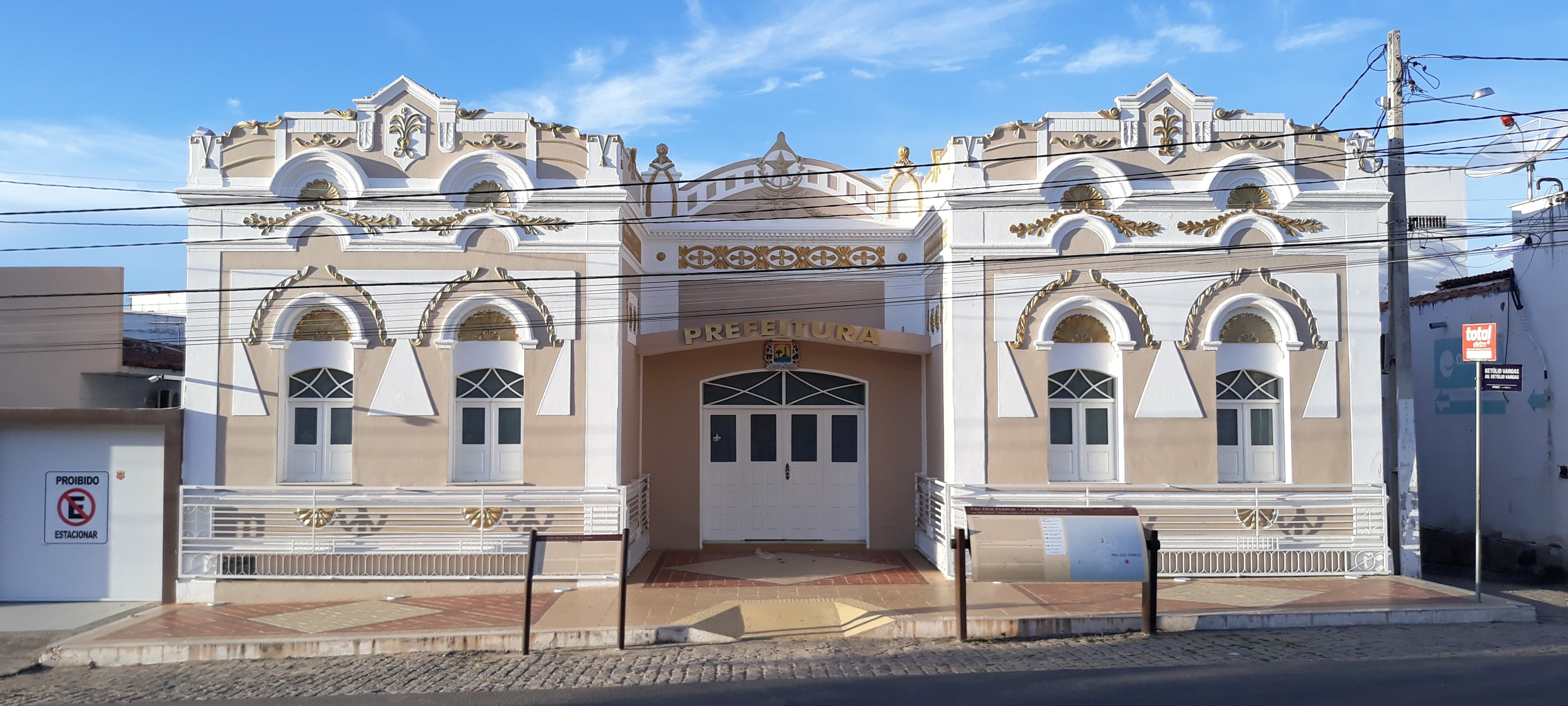
Palácio Municipal Prefeito José Fernandes de Melo, construído em 1930, que abriga a prefeitura de Pau dos Ferros

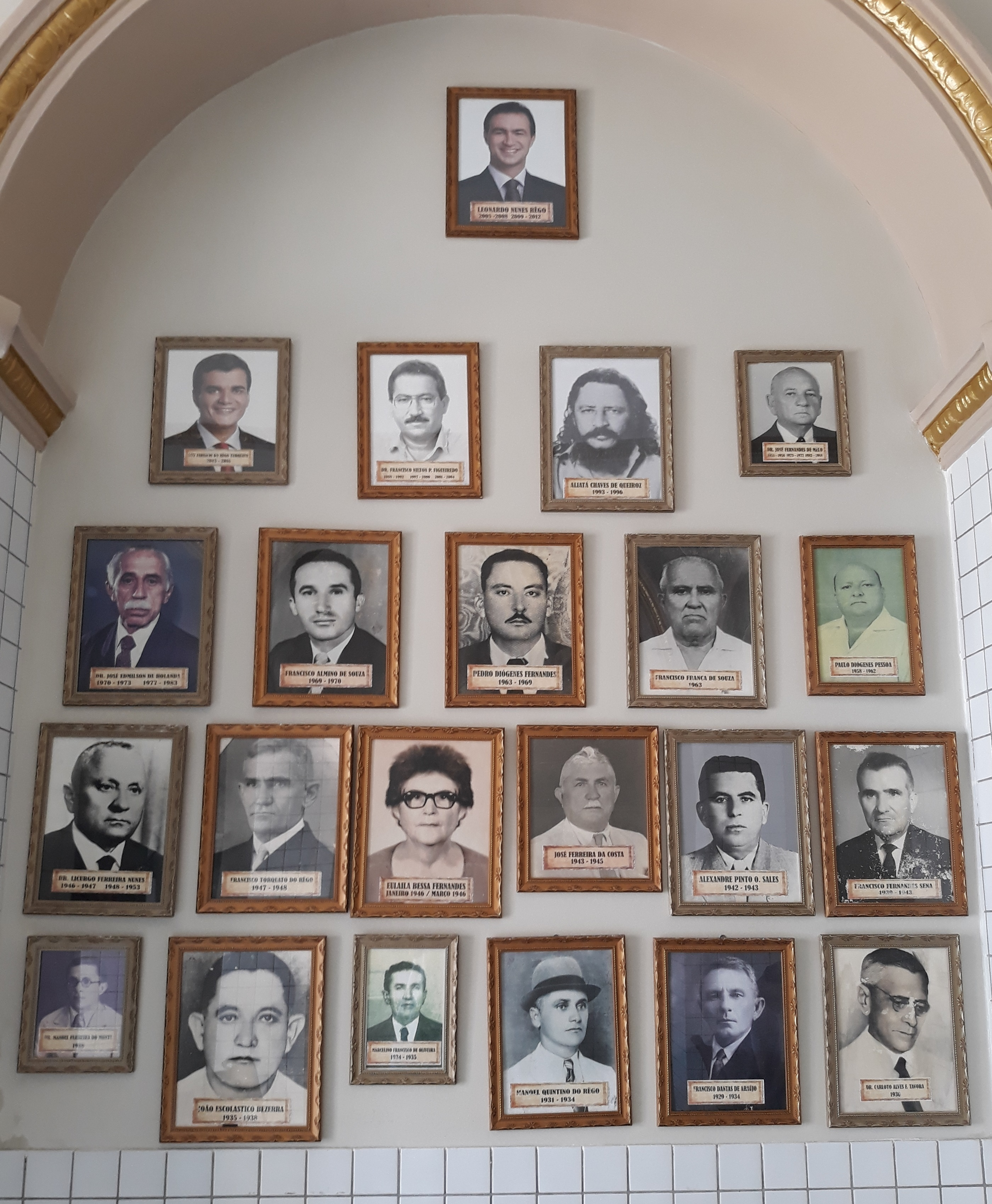
Galeria dos prefeitos de Pau dos Ferros, na sala de recepção da prefeitura

Esta é a lista de administradores, intendentes municipais e prefeitos de Pau dos Ferros, município brasileiro do estado do Rio Grande do Norte. Constam na lista os administradores da época do Império, cargo que era exercido pelo presidente da câmara municipal e os intendentes municipais, desde a instituição da República até 1928, quando foi criado o atual cargo de prefeito.
Emancipado de Portalegre em 4 de setembro de 1856, o município foi oficialmente instalado em 19 de janeiro de 1857. Desde esta data até 1889, Pau dos Ferros passou a ser administrado pelo presidente da intendência municipal (atual câmara de vereadores). Somente em 1928, com a criação do cargo de prefeito, ocorreram as primeiras eleições municipais, concorrendo ao cargo Francisco Dantas Araújo, vencedor da eleição, e Joaquim José Correia, ex-intendente municipal. Com a Revolução de 1930, os governadores estaduais foram substituídos por interventores, que passaram a nomear os prefeitos municipais. Francisco Dantas foi deposto e Carloto Távora foi nomeado prefeito.
Em 1934, com a promulgação de uma nova constituição, as eleições municipais voltaram e João Escolástico Bezerra foi eleito. No entanto, com o Estado Novo, os prefeitos voltaram a ser nomeados pelos interventores estaduais, situação que prevaleceu até 1946. Segundo a lei orgânica do município, promulgada em 1990, o prefeito exerce o poder executivo e conta com o auxílio dos secretários municipais, nomeados pela livre vontade do prefeito. Este é substituído pelo vice-prefeito em caso de ausência, cassação, morte ou renúncia do titular.

## Período monárquico
| #  | Nome                            | Partido | Mandato                | Mandato                | Observação(ões)                         |
| #  | Nome                            | Partido | Início                 | Término                | Observação(ões)                         |
| -- | ------------------------------- | ------- | ---------------------- | ---------------------- | --------------------------------------- |
| 1  | Manoel Silvestre Ferreira       | PL      | 4 de setembro de 1856  | 31 de dezembro de 1860 | Presidente da Câmara                    |
| 2  | João Crisóstomo de Moura Maia   | PCN     | 1 de janeiro de 1861   | 31 de dezembro de 1864 | Presidente da Câmara[carece de fontes?] |
| 3  | Viriato Fernandes               | PCN     | 1 de janeiro de 1865   | 31 de dezembro de 1868 | Presidente da Câmara[carece de fontes?] |
| 4  | Manoel Hemetério Raposo de Melo | PL      | 1 de janeiro de 1869   | 31 de dezembro de 1872 | Presidente da Câmara                    |
| 5  | Galdino Procópio do Rêgo        | PCN     | 1 de janeiro de 1873   | 31 de dezembro de 1876 | Presidente da Câmara[carece de fontes?] |
| 6  | Francisco Moreira de Carvalho   | PL      | 1 de janeiro de 1877   | 31 de dezembro de 1880 | Presidente da Câmara                    |
| 7  | Epifânio José de Queiroz        | PL      | 1 de janeiro de 1881   | 26 de março de 1883    | Presidente da Câmara                    |
| 8  | Teófilo Elpídio de Sousa Rêgo   | PCN     | 27 de março de 1883    | 21 de novembro de 1885 | Presidente da Câmara[carece de fontes?] |
| 9  | Antônio Mariano da Costa Rêgo   | PCN     | 22 de novembro de 1885 | 31 de dezembro de 1886 | Presidente da Câmara[carece de fontes?] |
| 10 | Galdino Procópio do Rêgo        | PCN     | 1 de janeiro de 1887   | 31 de dezembro de 1887 | Presidente da Câmara[carece de fontes?] |
| 11 | Joaquim José Correia            | PCN     | 1 de janeiro de 1888   | 1 de novembro de 1889  | Presidente da Câmara[carece de fontes?] |

## Período republicano

### Intendentes
| # | Nome                          | Partido | Mandato               | Mandato                 | Observação(ões)                     |
| # | Nome                          | Partido | Início                | Término                 | Observação(ões)                     |
| - | ----------------------------- | ------- | --------------------- | ----------------------- | ----------------------------------- |
| 1 | Raimundo Carneiro de Freitas  | PR      | 2 de novembro de 1889 | 10 de agosto de 1891    | Presidente da Intendência Municipal |
| 2 | Teófilo Elpídio de Sousa Rêgo | PR      | 11 de agosto de 1891  | 31 de dezembro de 1895  | Presidente da Intendência Municipal |
| 3 | Vicente Gomes de Oliveira     | PDP     | 1 de janeiro de 1896  | 31 de dezembro de 1910  | Presidente da Intendência Municipal |
| 4 | Joaquim José Correia          | PDC     | 1 de janeiro de 1911  | 31 de dezembro de 1913  | Presidente da Intendência Municipal |
| 5 | Joel Praxedes de Sousa        | PDC     | 1 de janeiro de 1914  | 31 de dezembro de 1916  | Presidente da Intendência Municipal |
| 6 | Álvaro Andrade                | PRD     | 1 de janeiro de 1917  | 31 de dezembro de 1919  | Presidente da Intendência Municipal |
| 7 | Adolfo José Fernandes         | PRF     | 1 de janeiro de 1920  | 14 de fevereiro de 1928 | Presidente da Intendência Municipal |

### Prefeitos
| #  | Nome                                   | Partido | Mandato                 | Mandato                | Vice-prefeito                    | Observação(ões)                                |
| #  | Nome                                   | Partido | Início                  | Término                | Vice-prefeito                    | Observação(ões)                                |
| -- | -------------------------------------- | ------- | ----------------------- | ---------------------- | -------------------------------- | ---------------------------------------------- |
| 1  | Francisco Dantas de Araújo             | PRD     | 15 de fevereiro de 1928 | 2 de outubro de 1930   | —                                | Prefeito eleito                                |
| 2  | Carloto Alves Fernandes Távora         | PRF     | 3 de outubro de 1930    | 22 de dezembro de 1930 | —                                | Prefeito nomeado                               |
| 3  | Manoel Justino da Costa                | PSD     | 23 de dezembro de 1930  | 1 de fevereiro de 1931 | —                                | Prefeito nomeado                               |
| 4  | Manoel Quintino do Rêgo                | PSN     | 2 de fevereiro de 1931  | 30 de janeiro de 1934  | —                                | Prefeito nomeado                               |
| 5  | Marcelino Francisco de Oliveira        | PSN     | 31 de janeiro de 1934   | 10 de novembro de 1935 | —                                | Prefeito nomeado, conhecido por Mano Marcelino |
| 6  | João Escolástico Bezerra               | PP      | 11 de novembro de 1935  | 13 de maio de 1938     | —                                | Prefeito nomeado                               |
| 7  | Manoel Ferreira do Monte               | PP      | 14 de maio de 1938      | 22 de setembro de 1938 | —                                | Prefeito nomeado                               |
| 8  | Francisco Fernandes Sena               | PP      | 23 de setembro de 1938  | 30 de outubro de 1942  | —                                | Prefeito nomeado                               |
| 9  | Alexandre Pinto de Oliveira Sales      | PP      | 30 de outubro de 1942   | 2 de maio de 1943      | —                                | Prefeito nomeado                               |
| 10 | Francisco Fernandes Sena               | PP      | 2 de maio de 1943       | 16 de julho de 1943    | —                                | Prefeito nomeado                               |
| 11 | José Ferreira da Costa                 | PSD     | 16 de julho de 1943     | 10 de outubro de 1945  | —                                | Prefeito nomeado                               |
| 12 | Pedro Vicente de Lima                  | PSP     | 1 de dezembro de 1945   | 31 de janeiro de 1946  | —                                | Prefeito nomeado                               |
| 13 | Eulália Fernandes Bessa                | PSD     | 31 de janeiro de 1946   | 15 de março de 1946    | —                                | Prefeita nomeada                               |
| 14 | Licurgo Ferreira Nunes                 | PSD     | 15 de março de 1946     | 16 de julho de 1947    | —                                | Prefeito nomeado                               |
| —  | Francisco Torquato do Rêgo             | PSD     | 16 de julho de 1947     | 31 de março de 1948    | —                                | Prefeito interino                              |
| 15 | Licurgo Ferreira Nunes                 | PSD     | 31 de março de 1948     | 29 de março de 1953    | N/C                              | Prefeito e vice eleitos                        |
| 16 | Elísio Pereira Maia                    | —       | 29 de março de 1953     | 31 de março de 1953    | —                                | Procurador Municipal                           |
| 17 | José Fernandes de Melo                 | UDN     | 31 de março de 1953     | 31 de março de 1958    | N/C                              | Prefeito e vice eleitos                        |
| 18 | Paulo Diógenes Pessoa                  | UDN     | 31 de março de 1958     | 1 de janeiro de 1962   | Francisco França Sousa           | Prefeito e vice eleitos                        |
| 19 | Francisco França Sousa                 | UDN     | 1 de janeiro de 1962    | 31 de março de 1963    | —                                | Vice-prefeito eleito no cargo                  |
| 20 | Pedro Diógenes Fernandes               | PSD     | 31 de março de 1963     | 31 de janeiro de 1969  | N/C                              | Prefeito e vice eleitos                        |
| —  | Maria Izete de Queiroz                 | ARENA   | 31 de janeiro de 1969   | 5 de maio de 1969      | —                                | Prefeita interina                              |
| 21 | Francisco Almino de Sousa              | MDB     | 5 de maio de 1969       | 31 de janeiro de 1970  | —                                | Prefeito nomeado                               |
| 22 | José Edmilson de Holanda               | MDB     | 31 de janeiro de 1970   | 31 de janeiro de 1973  | José Guedes do Rêgo              | Prefeito e vice eleitos                        |
| 23 | José Fernandes de Melo                 | ARENA   | 31 de janeiro de 1973   | 31 de janeiro de 1977  | N/C                              | Prefeito e vice eleitos                        |
| 24 | José Edmilson de Holanda               | ARENA   | 31 de janeiro de 1977   | 31 de janeiro de 1983  | Francisco Lopes Torquato         | Prefeito e vice eleitos                        |
| 25 | José Fernandes de Melo                 | PDS     | 31 de janeiro de 1983   | 31 de dezembro de 1988 | Aliatá Chaves de Queiroz         | Prefeito e vice eleitos                        |
| 26 | Francisco Nilton Pascoal de Figueiredo | PDS     | 1 de janeiro de 1989    | 31 de dezembro de 1992 | N/C                              | Prefeito e vice eleitos                        |
| 27 | Aliatá Chaves de Queiroz               | PMDB    | 1 de janeiro de 1993    | 31 de dezembro de 1996 | N/C                              | Prefeito e vice eleitos                        |
| 28 | Francisco Nilton Pascoal de Figueiredo | PPB     | 1 de janeiro de 1997    | 31 de dezembro de 2000 | Francisco Salismar Lopes Correia | Prefeito e vice eleitos                        |
| 28 | Francisco Nilton Pascoal de Figueiredo | PPB     | 1 de janeiro de 2001    | 31 de dezembro de 2004 | Maria Feliciano do Rêgo Torquato | Prefeito reeleito e vice eleita                |
| 29 | Leonardo Nunes Rêgo                    | PFL     | 1 de janeiro de 2005    | 31 de dezembro de 2008 | Alfredo Luiz de Melo             | Prefeito e vice eleitos                        |
| 29 | Leonardo Nunes Rêgo                    | DEM     | 1 de janeiro de 2009    | 31 de dezembro de 2012 | Luiz Fabrício do Rêgo Torquato   | Prefeito reeleito e vice eleito                |
| 30 | Luiz Fabrício do Rêgo Torquato         | DEM     | 1 de janeiro de 2013    | 31 de dezembro de 2016 | Zélia Maria Leite                | Prefeito e vice eleitos                        |
| 31 | Leonardo Nunes Rêgo                    | DEM     | 1 de janeiro de 2017    | 31 de dezembro de 2020 | Zélia Maria Leite                | Prefeito eleito e vice reeleita                |
| 32 | Marianna Almeida Nascimento            | PSD     | 1 de janeiro de 2021    | 31 de dezembro de 2024 | Renato Alves da Silva            | Prefeita e vice eleitos                        |
| 32 | Marianna Almeida Nascimento            | PSD     | 1 de janeiro de 2025    | até a atualidade       | Lara Maria Vilaça de Figueiredo  | Prefeita reeleita e vice eleita                |

OBS: N/C - Não consta.